# Gornje Jarušice
Gornje Jarušice (em cirílico: Горње Јарушице) é uma vila da Sérvia localizada no município de Aerodrom, pertencente ao distrito de Šumadija, na região de Šumadija. A sua população era de 564 habitantes segundo o censo de 2011.

## Demografia
| 1948 | 1953 | 1961 | 1971 | 1981 | 1991 | 2002 | 2011 |
| ---- | ---- | ---- | ---- | ---- | ---- | ---- | ---- |
| 925  | 957  | 929  | 856  | 798  | 738  | 655  | 564  |